# Paradoja de Ross-Littlewood

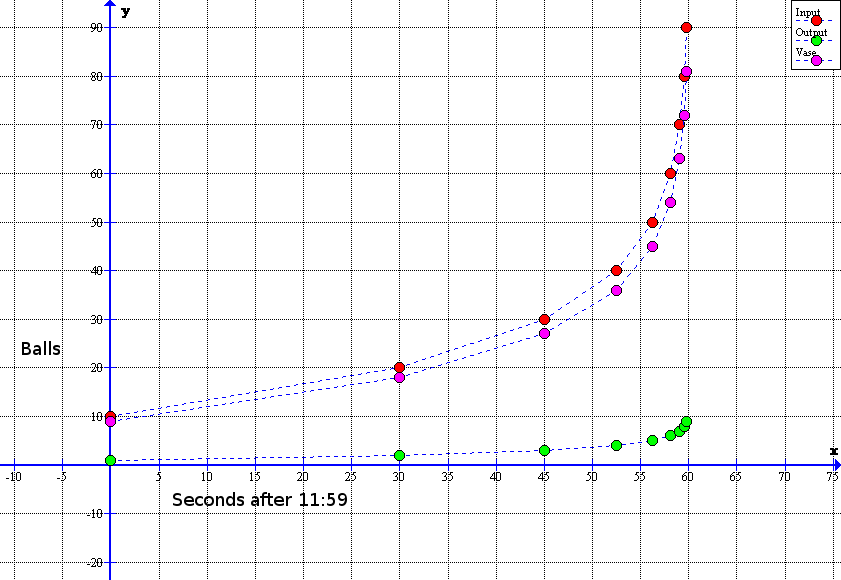
Gráfico que muestra el número de bolas dentro y fuera del jarrón durante las 10 primeras iteraciones del problema

La paradoja de Ross-Littlewood (también conocida como problema de las bolas y el jarrón o problema de las pelotas de ping pong) es un problema hipotético en matemáticas puras y lógica, diseñado para ilustrar la naturaleza aparentemente paradójica, o al menos contraintuitiva del concepto de infinito. Más específicamente, al igual que la paradoja de la lámpara de Thomson, la paradoja de Ross-Littlewood intenta ilustrar las dificultades conceptuales con la noción de una supertarea, en la que un número infinito de tareas se completan secuencialmente. El problema fue descrito originalmente por el matemático John E. Littlewood en su libro Littlewood's Miscellany de 1953, y luego fue ampliado por Sheldon Ross en su libro de 1988 "A First Course of Probability" (Un primer curso de probabilidad).

## Planteamiento del problema
El problema comienza con un jarrón vacío y un suministro infinito de bolas. Luego se realiza un número infinito de pasos, de manera que en cada paso se agregan 10 bolas al jarrón y se retira 1 bola de este. Luego se plantea la pregunta: "¿Cuántas bolas hay en el jarrón cuando finaliza la tarea?"
Para completar un número infinito de pasos, se supone que el jarrón está vacío un minuto antes del mediodía, y que se realizan los siguientes pasos:
- El primer paso se realiza a los 30 segundos antes del mediodía.
- El segundo paso se realiza a los 15 segundos antes del mediodía.
- Cada paso subsiguiente se realiza en la mitad del tiempo del paso anterior, es decir, el paso n se realiza en 2−n minutos antes del mediodía.

Esto garantiza que se realice una cantidad de pasos numerable aunque infinita antes del mediodía. Como cada paso subsiguiente lleva la mitad de tiempo que el paso anterior, se realiza un número infinito de pasos una vez que ha transcurrido el minuto. La pregunta es entonces: "¿Cuántas bolas hay en el jarrón al mediodía?"

## Soluciones
Las respuestas al rompecabezas se dividen en varias categorías.

### El jarrón contiene infinitas bolas
La respuesta más intuitiva parece ser que el jarrón contiene un número infinito de bolas al mediodía, ya que en cada paso en el camino se agregan más bolas de las que se retiran. Por definición, en cada paso, habrá un número mayor de bolas que en el paso anterior. De hecho, no hay ningún paso en el que el número de bolas disminuya con respecto al paso anterior. Si el número de bolas aumenta cada vez, tras un número infinito de pasos habrá un número infinito de bolas.

### El jarrón está vacío
Supóngase que las bolas del suministro infinito de bolas estuvieran numeradas, y que en el paso 1 las bolas del 1 al 10 se introducen en el jarrón, y luego se elimina la bola número 1. En el paso 2, se introducen las bolas del 11 al 20, y luego se retira la bola 2. Esto significa que al mediodía, cada bola etiquetada con el número n que se inserta en el jarrón se elimina eventualmente en un paso posterior (es decir, en el paso n). Por lo tanto, el jarrón está vacío al mediodía. Esta es la solución preferida por los matemáticos Allis y Koetsier. Es la yuxtaposición de este argumento que el jarrón está vacío al mediodía, junto con la respuesta más intuitiva de que el jarrón debe tener infinitas bolas, lo que ha justificado que este problema se llame "paradoja de Ross-Littlewood".
La versión probabilística de Ross del problema extendió el método de retirada de bolas al caso en el que cada vez que se retira una bola, la bola se selecciona de manera uniforme y aleatoria entre las presentes en el jarrón en ese momento. Demostró que en este caso, la probabilidad de que alguna bola en particular permaneciera en el jarrón al mediodía era 0, y por lo tanto, al usar la desigualdad de Boole y tomar una suma contable sobre las bolas, la probabilidad de que el jarrón estuviera vacío al mediodía era 1.

### Depende de las condiciones
De hecho, la cantidad de bolas con las que uno termina depende del orden en que se retiran las bolas del jarrón. Como se indicó anteriormente, las bolas se pueden agregar y quitar de tal manera que no se dejen bolas en el jarrón al mediodía. Sin embargo, si la bola número 10 se retiró del jarrón en el paso 1, la bola número 20 en el paso 2, y así sucesivamente, entonces está claro que habrá un número infinito de bolas en el vaso al mediodía. De hecho, dependiendo de la bola que se retire en los distintos pasos, cualquier número elegido de bolas puede colocarse en el jarrón antes del mediodía, como lo demuestra el siguiente procedimiento. Esta es la solución preferida por el filósofo lógico Tom Tymoczko y el matemático lógico Jim Henle. Esta solución corresponde matemáticamente a tomar el límite inferior de una secuencia de puestas.
El siguiente procedimiento describe exactamente cómo obtener el número seleccionado de n bolas en el jarrón:
- Sea n el número final deseado de bolas en el jarrón (n ≥ 0)

- Sea i el número de la operación que se está llevando a cabo actualmente (i ≥ 1)
Procedimiento:
for i = 1 hasta infinito:
ponga las bolas numeradas de (10 * i - 9) a (10 * i) en el jarrón
if i ≤ n entonces eliminar bola número 2 * i
if i > n entonces eliminar el número de bola n + i
Claramente, las primeras n bolas impares no se eliminan, mientras que todas las bolas mayores o iguales a 2n sí se eliminan. Por lo tanto, exactamente n bolas permanecen en el jarrón.

### El problema está subespecificado
Aunque el estado de las bolas y del jarrón están bien definidos en cada momento anterior al mediodía, no se puede llegar a ninguna conclusión acerca de ningún momento en o después del mediodía. Por lo tanto, por lo que sabemos, al mediodía, el jarrón simplemente desaparece mágicamente, o algo más le sucede. Pero no lo sabemos, ya que la declaración del problema no dice nada acerca de esto. Por lo tanto, al igual que la solución anterior, esta solución indica que el problema no está bien especificado, pero de una manera diferente a la solución anterior. Esta solución es favorecida por el filósofo de las matemáticas Paul Benacerraf.

### El problema está mal planteado
El problema está mal planteado. Para ser precisos, de acuerdo con la declaración del problema, se realizarán un número infinito de operaciones antes del mediodía, y luego se preguntará sobre el estado de los asuntos al mediodía. Pero, como en las paradojas de Zenón, si infinitas operaciones tienen que realizarse (secuencialmente) antes del mediodía, entonces el mediodía es un punto en el tiempo que nunca se puede alcanzar. Por otro lado, preguntar cuántas bolas quedarán al mediodía es asumir que se llegará al mediodía. Por lo tanto, hay una contradicción implícita en la declaración misma del problema, y esta contradicción es la suposición de que uno puede completar de alguna manera un número infinito de pasos. Esta es la solución preferida por el matemático y filósofo Jean Paul Van Bendegem.